# Analetia travancorica
Analetia travancorica är en fjärilsart som beskrevs av Embrik Strand 1922. Analetia travancorica ingår i släktet Analetia och familjen nattflyn. Inga underarter finns listade i Catalogue of Life.